# 四ツ葉の森（上）
四ツ葉の森（上）（よつばのもり じょう）は、阿部義晴（現・ABEDON）のソロ6枚目のアルバム。2006年2月2日、自身のレーベルabedon the companyより発売。

## 概要
- 前作「44Magnum」より約4年の歳月をかけて作られた。阿部曰く「1本の映画をみているようなアルバムを作りたかった」という。
- CDジャケットは、16Pブックレット仕様となっている。デザインは外国人画家「NINAD」（鎌倉在住）が手がけた。
- 阿部は「このアルバムの完成によって自分自身を見つけた」と自身のブログで語っている。

## 収録曲
全曲作詞・作曲・編曲・演奏：阿部義晴
1. Undo (1:40)
歌詞は存在するがインスト曲。
2. 宣告 (10:11)
前半はスローテンポだが、後半はテンポアップする。
3. 風船とキャンパス (6:46)
4. チェーン (6:47)
5. コンクリートの水たまり (6:21)
6. Trauma (2:46)
7. 虹色のパレット (5:34)
8. 神の粒 (7:04)
9. Are you OK? (7:14)
10. Redo (2:23)
歌詞は存在するがインスト曲。
11. セイリング (8:15)
12. WAVE (6:18)
ピアノインスト曲。『THE SINGLE COLLECTION』収録曲を再収録。